# كيفين لاسانيا
كيفين لاسانيا (بالإيطالية: Kevin Lasagna)‏ (10 أغسطس 1992 في إيطاليا - ) هو لاعب كرة قدم إيطالي في مركز الهجوم. لعب مع نادي كاربي وAC Este ‏ وASD Cerea 1912 ‏.

## روابط خارجية
- كيفين لاسانيا على موقع الاتحاد الأوربي (الإنجليزية)
- كيفين لاسانيا على موقع اتحاد تركيا (لاعب) (الإنجليزية)
- كيفين لاسانيا على موقع إي إس بي إن إف سي (الإنجليزية)
- كيفين لاسانيا على موقع قاعدة بيانات كرة القدم.إي يو (الإنجليزية)
- كيفين لاسانيا على موقع ليكيب (الفرنسية)
- كيفين لاسانيا على موقع ناشيونال فوتبول تيمز (الإنجليزية)
- كيفين لاسانيا على موقع Soccerbase.com (لاعب) (الإنجليزية)
- كيفين لاسانيا على موقع Soccerway.com (الإنجليزية)
- كيفين لاسانيا على موقع عالم كرة القدم.نت (الإنجليزية)
- كيفين لاسانيا على موقع AS.com (الإسبانية)